# Lignosus dimiticus
Espèce
Lignosus dimiticus est une espèce rarissime de champignon stipité et poroïde (surface trouée sous le chapeau) de la famille des Polyporaceae signalée seulement 2 fois en République démocratique du Congo (2019). La découverte d'un spécimen en République centrafricaine et le séquençage ont permis de construire une phylogénie (2025). Il forme une lignée basale dans les Fibroporiaceae (ordre des Polyporales) différente des 2 genres connus (Fibroporia spp. et Pseudofibroporia citrinella) d'où sa classification dans un genre monospécifique nouveau Microporellopsis. 
Son nom admis devient Microporellopsis dimitica (Ryvarden) Welti, Courtec. & Kouagou (2025).

## Histoire
Leif Ryvarden décrit Lignosus dimiticus, spécimen provenant du Zaïre (expédition 1971-72 dans la Kivu), caractérisé par un système hyphalique dimitique dans le Bulletin du Jardin botanique National de Belgique (Vol. 45, n°1/2 (Juin 30, 1975). Autrement dit il possède un élément végétatif filamenteux à 2 formes d'hyphes, d'où son nom dimiticus.  Ryvarden le classe dans le genre Lignosus car il assimile son petit renflement souterrain à un sclérote. Corner (1989) déplace L. dimiticus de Lignosus pour Flabellophora G. Cunn. à cause de son dimitisme.
R. Y. Kouagou Yayoro et al. (2025) construisent une phylogénie sur la base du séquençage des rares spécimens disponibles. Par comparaison avec les genres Fibroporia spp. et de Pseudofibroporia citrinella, amène la création du genre Microporellopsis, dont M. dimitica est la seule espèce actuellement connue.

## Description
Selon les descripteurs, chapeau fin, ombiliqué au centre, ouvert et ridé radialement de 3 à 10 cm de diamètre 6 à 15 mm d'épaisseur au centre à 3 mm au bord, blanchâtre à brun pâle, sur un stipe charnu de 4 à 8 cm de long 1,2 à 2 cm d'épaisseur, dur dont la base est enfouie sur 3 cm, abondants rhizomorphes. 

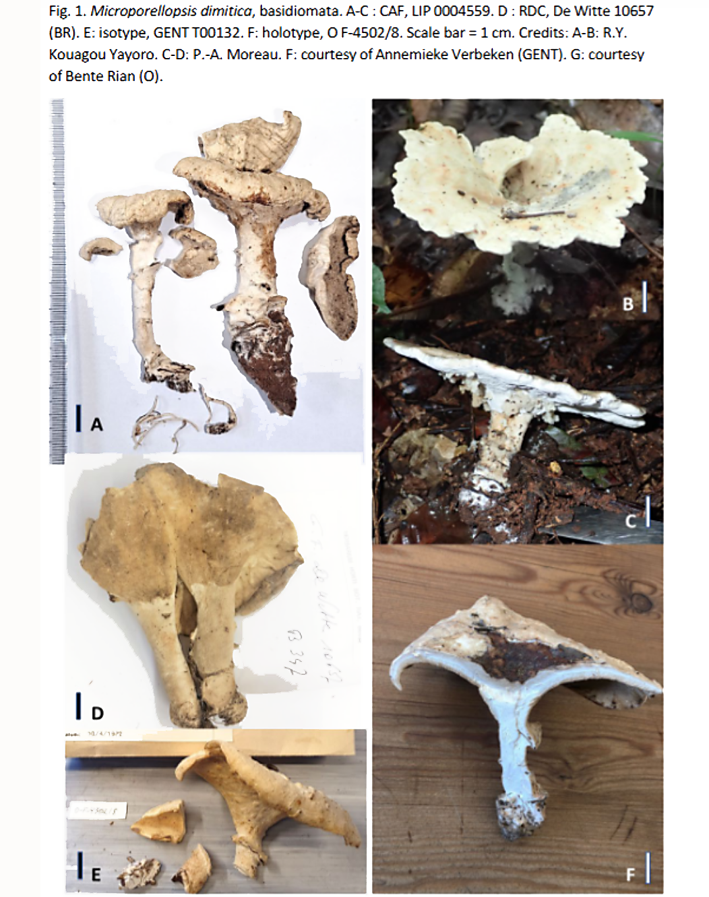
Microporellopsis dimitica photos de la thèse de doctorat de R. Y. Kouagou Yayoro (2025)

L. dimiticus est caractérisé par son système hyphal dimitique, ses spores elliptiques à paroi inamyloïde sub épaisse et ses cystidioles typiques de la famille des Fibroporiaceae Audet (2018, voir Fibroporia). Ses basidiomes stipitée-pilée sont singuliers. R. Y. Kouagou Yayoro et al. (2025) notent des traits morphologiques communs avec Microporellus papuensis Decock (2007) de Papouasie-Nouvelle-Guinée et M. adextrinoideus Decock (2007) du Gabon (non séquencés) qui n'ont pas de rhizomorphes contrairement à M. dimiticus.

### Phylogénie
Les Fibroporiaceae se divisent en Polyporales à pourriture brune (clade 'Antrodia') avec 4 clades principaux Adustoporiaceae, Fomitopsidaceae , Piptoporellaceae et Postiaceae et les Fibroporiaceae proprement dits avec de nombreux Fibroporia dont se distinguent 2 espèces divergentes primitives: Pseudofibroporia citrinella et Microporellopsis dimitica ex Lignosus dimiticus. Ces 2 espèces de champignons produisant la pourriture brune sont présentes en Afrique tropicale de plaine et en Asie tropicale.